# Grammy Legend Award
Il Grammy Legend Award o Grammy Living Legend Award è uno dei sei premi speciali dei Grammy Award. Il premio viene assegnato a partire dal 1990 dalla Recording Academy.
Il premio, che non viene consegnato annualmente, è stato vinto finora da quattordici artisti solisti e da un gruppo.

## Albo d'oro

### Anni 1990
- 1990
  - Andrew Lloyd Webber[2] ·  Regno Unito
  - Liza Minnelli[3] ·  Stati Uniti
  - Smokey Robinson[4] ·  Stati Uniti
  - Willie Nelson[5] ·  Stati Uniti
- 1991
  - Aretha Franklin ·  Stati Uniti
  - Billy Joel[6] ·  Stati Uniti
  - Johnny Cash[7] ·  Stati Uniti
  - Quincy Jones[8] ·  Stati Uniti
- 1992
  - Barbra Streisand[9] ·  Stati Uniti
- 1993
  - Michael Jackson[10] ·  Stati Uniti
- 1994
  - Curtis Mayfield[11] ·  Stati Uniti
  - Frank Sinatra[12] ·  Stati Uniti
- 1998
  - Luciano Pavarotti[13] ·  Italia
- 1999
  - Elton John[3] ·  Regno Unito

### Anni 2000
- 2003
  - Bee Gees[14] ·  Regno Unito